# Gem (gesneden edelsteen)

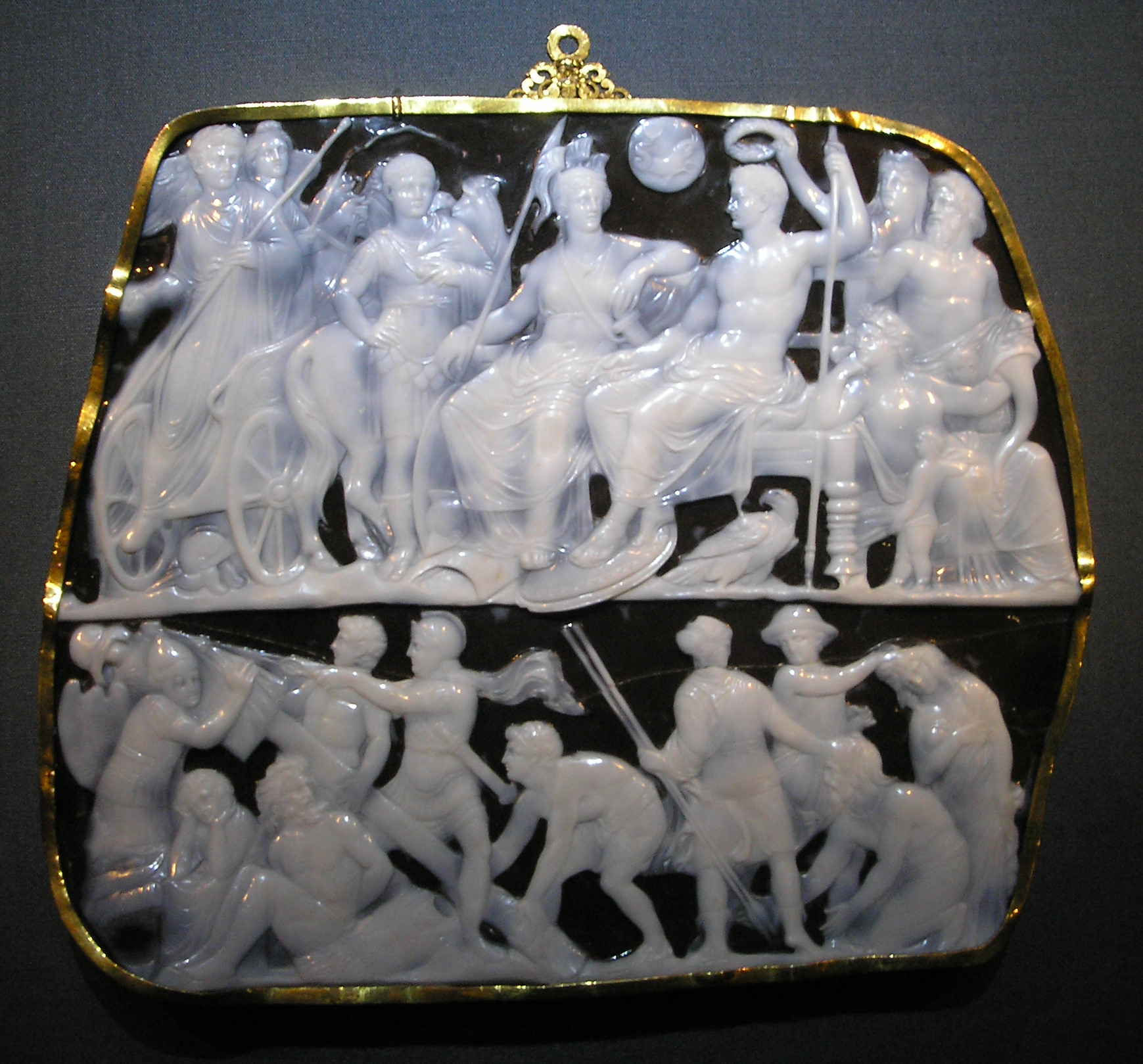
Gemma Augustea

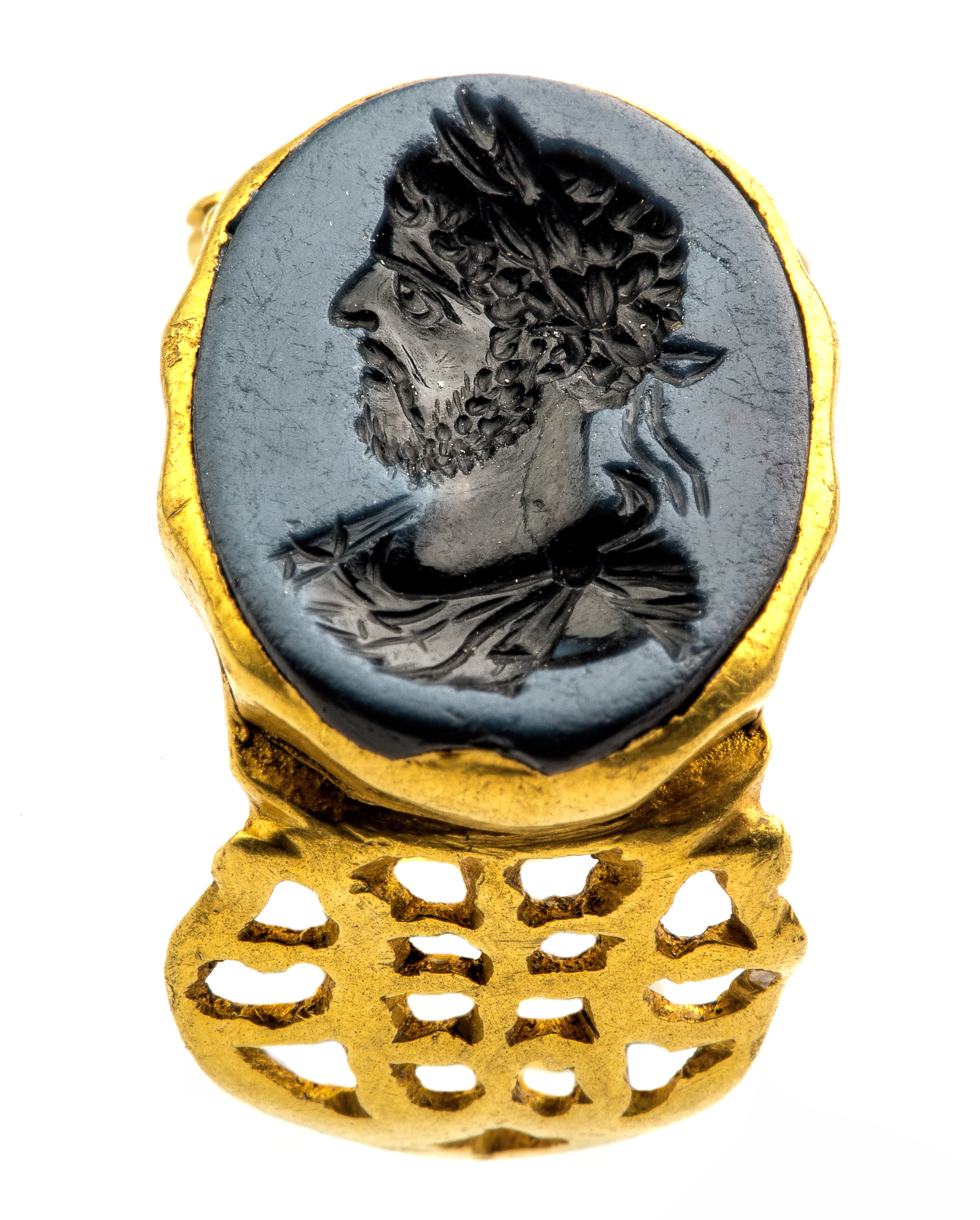
Gouden zegelring met portret van Commodus in nicolo (agaat), 180-200 n.Chr., gevonden in Tongeren, Gallo-Romeins Museum (Tongeren)

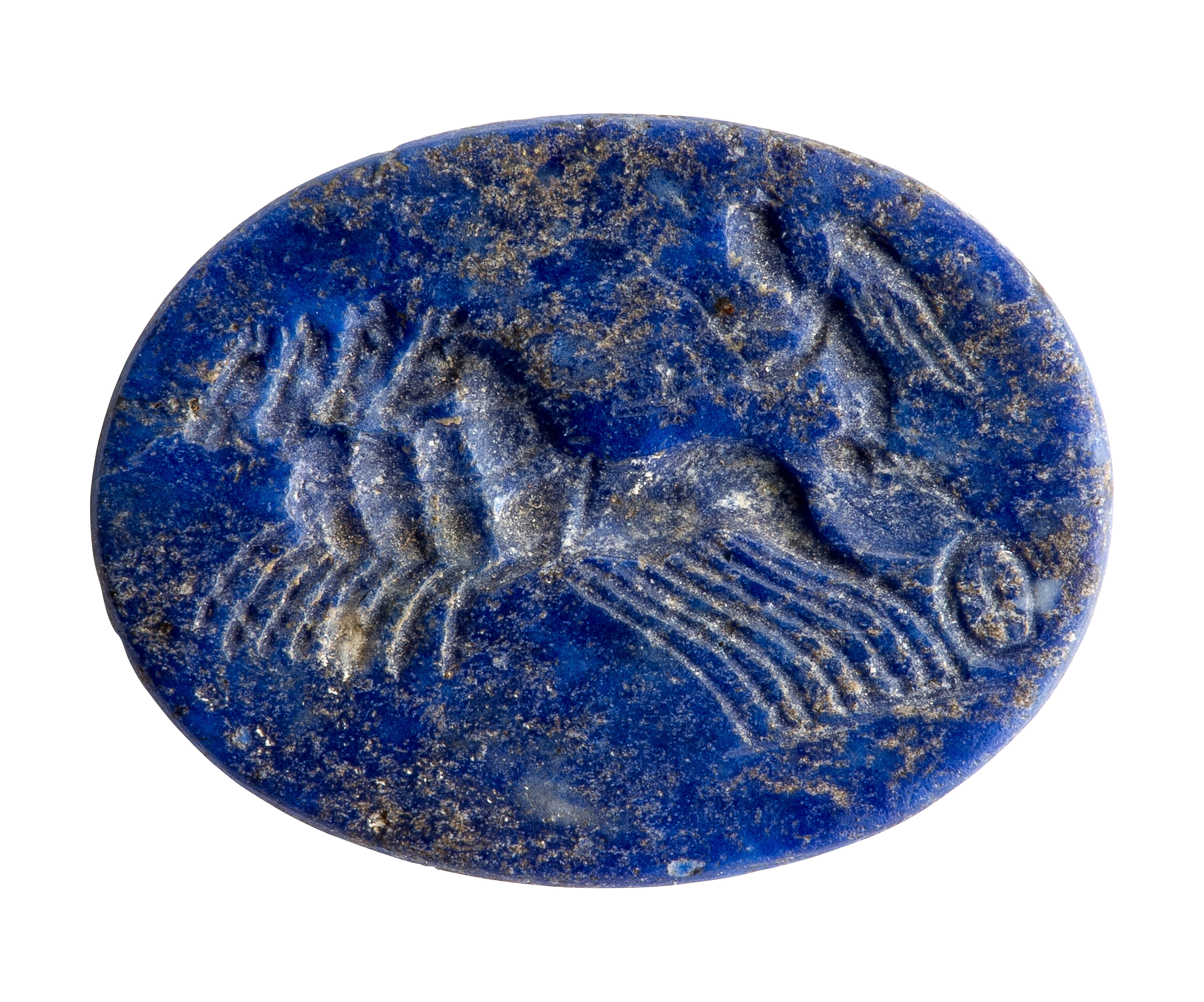
Intaglio in Lapis lazuli of lazuliet met afbeelding van Victoria, 100 - 200 n.Chr., gevonden in Tongeren (Gallo-Romeins Museum, Tongeren)

Een gem of gemme is een halfedelsteen die een beeltenis en/of letter(s) draagt. Zowel stenen die één kleur hebben als gelaagde stenen (zoals agaat of blauwe lagensteen) kunnen gebruikt worden. Ook zijn schelpen toegepast. Wanneer een gelaagde steen of schelp is gebruikt, dan heeft de afbeelding een andere kleur dan de achtergrond.
Gemmen werden reeds in de tijd voor Christus gemaakt, aanvankelijk door te krassen en te slijpen met een boogboor, vanaf de zestiende eeuw na Christus door te graveren.
Het Nederlandse woord is afgeleid van het Latijnse gemma (= juweel, edelsteen). De afbeelding en letters worden in een gem aangebracht met een techniek die intaglio wordt genoemd, wat wil zeggen dat het beeld verdiept in de steen werd gegraveerd. Een zegelstempel of zegelring toont vaak een wapen, initialen of een monogram.
Het beeld van de intaglio is spiegelbeeldig. Wanneer ze in zegellak of een ander zacht materiaal gedrukt wordt, is de afdruk leesbaar.
Daarnaast is Gemme ook een voornaam. De naam komt voor in Friesland. Een van de bekendste dragers van deze naam is Gemme van Burmania, een Friese vrijheidsstrijder die in 1555 weigerde te knielen voor de Spaanse koning.

## Antieke bronnen
- Gaius Plinius Secundus maior, Naturalis Historia XXXVII.

## Verder lezen
- (de)  G. Dembski, Römerzeitliche Gemmen und Kameen aus Carnuntum, Wenen, 1969.
- (de)  G. Dembski, Die antiken Gemmen und Kameen aus Carnuntum, Wenen, 2005.
- (de)  R. Fellmann Brogli, Gemmen und Kameen mit ländlichen Kultszenen, Frankfurt am Main, 1996.